# Goč (gmina Vrnjačka Banja)
Goč (cyr. Гоч) – wieś w Serbii, w okręgu raskim, w gminie Vrnjačka Banja. W 2011 roku liczyła 59 mieszkańców.